# جون ديفيس (سياسي أمريكي، مواليد 1761)
جون ديفيس (بالإنجليزية: John Davis)‏ هو قاضي ومحامي وسياسي أمريكي، ولد في 25 يناير 1761 في بليموث في الولايات المتحدة، وتوفي في 14 يناير 1847 في بوسطن في الولايات المتحدة. انتخب عضو مجلس نواب ماساتشوستس.